# Матрёнин двор
«Матрёнин двор» — второй из опубликованных в журнале «Новый мир» рассказов Александра Солженицына. Авторское название «Не стоит село без праведника» было изменено по требованию редакции во избежание цензурных препятствий. По этой же причине время действия в рассказе изменено автором с 1953 на 1956 год.
«Основополагающей вещью» всей русской «деревенской литературы» назвал это произведение Андрей Синявский.

## История создания и публикации
Рассказ начат в конце июля — начале августа 1959 года в посёлке Черноморском на западе Крыма, куда Солженицын был приглашён друзьями по казахстанской ссылке супругами Николаем Ивановичем и Еленой Александровной Зубовой, которые поселились там в 1958 году. Рассказ закончен в декабре того же года.

Солженицын передал рассказ главреду «Нового мира» Александру Твардовскому 26 декабря 1961 года. Первое обсуждение в журнале состоялось 2 января 1962 года. Твардовский считал, что это произведение не может быть напечатано. Рукопись осталась в редакции. Узнав, что цензура вырезала из «Нового мира» (1962, № 12) воспоминания Вениамина Каверина о Михаиле Зощенко, Лидия Чуковская записала в своём дневнике 5 декабря 1962 года: 
…А вдруг и Солженицына вторую вещь не напечатают? Мне она полюбилась более первой. Та ошеломляет смелостью, потрясает материалом, — ну, конечно, и литературным мастерством; а «Матрёна»… тут уже виден великий художник, человечный, возвращающий нам родной язык, любящий Россию, как Блоком сказано, смертельно оскорблённой любовью. <…> Вот и сбывается пророческая клятва Ахматовой: 

И мы сохраним тебя, русская речь,
 Великое русское слово. 

Сохранил — возродил — з/к Солженицын.

После успеха рассказа «Один день Ивана Денисовича» Твардовский решился на повторное редакционное обсуждение и подготовку рассказа к печати. В те дни Твардовский записал в своём дневнике:
К сегодняшнему приезду Солженицына перечитал с пяти утра его «Праведницу». Боже мой, писатель. Никаких шуток. Писатель, единственно озабоченный выражением того, что у него лежит «на базе» ума и сердца. Ни тени стремления «попасть в яблочко», потрафить, облегчить задачу редактора или критика, — как хочешь, так и выворачивайся, а я со своего не сойду. Разве что только дальше могу пойти.

Название «Матрёнин двор» предложено Александром Твардовским перед публикацией и утверждено в ходе редакционного обсуждения 26 ноября 1962 года:
«Название не должно быть таким назидательным», — аргументировал Александр Трифонович. «Да, не везёт мне у вас с названиями», — отозвался, впрочем довольно добродушно, Солженицын.
Рассказ был опубликован в январской тетради «Нового мира» за 1963 год (страницы 42—63) вместе с рассказом «Случай на станции Кочетовка» под общей шапкой «Два рассказа».
В отличие от первого опубликованного произведения Солженицына — «Один день Ивана Денисовича», в целом положительно принятого критикой, «Матрёнин двор» вызвал волну споров и дискуссий в советской прессе. Позиция автора в рассказе оказалась в центре критической дискуссии на страницах «Литературной России» зимой 1964 года. Её началу послужила статья молодого писателя Л. Жуховицкого «Ищу соавтора!».
В 1989 году «Матрёнин двор» стал первой после многолетнего замалчивания публикацией текстов Александра Солженицына в СССР. Рассказ был напечатан в двух номерах журнала «Огонёк» (1989, № 23, 24) огромным тиражом более трех миллионов экземпляров. Солженицын объявил публикацию «пиратской», так как она была осуществлена без его согласия.

## Сюжет
Летом 1956 года «на сто восемьдесят четвёртом километре от Москвы по ветке, что идёт к Мурому и Казани», с поезда сходит пассажир. Это — рассказчик, судьба которого напоминает судьбу самого Солженицына (воевал, но с фронта «задержался с возвратом годиков на десять», то есть отсидел в лагере и был в ссылке, о чём говорит ещё и то, что, когда рассказчик устраивался на работу, каждую букву в его документах «перещупали»). Он мечтает работать учителем в глубине России, подальше от городской цивилизации. Но жить в деревне с чудесным названием Высокое Поле не получилось: «Увы, там не пекли хлеба. Там не торговали ничем съестным. Вся деревня волокла снедь мешками из областного города». И тогда он переводится в посёлок с чудовищным для его слуха названием Торфопродукт. Впрочем, оказывается, что «не всё вокруг торфоразработки» и есть ещё и деревни с названиями Часлицы, Овинцы, Спудни, Шевертни, Шестимирово…
Это примиряет рассказчика со своей долей: «Ветром успокоения потянуло на меня от этих названий. Они обещали мне кондовую Россию». В одной из деревень под названием Тальново он и поселяется. Хозяйку избы, в которой квартирует рассказчик, зовут Матрёна Васильевна Григорьева или просто Матрёна.
Матрёна, не считая свою судьбу интересной для «культурного» человека, иногда по вечерам рассказывает о себе постояльцу. История жизни этой женщины завораживает и в то же время ошеломляет его. Он видит в ней особый смысл, которого не замечают односельчане и родственники Матрёны. Муж пропал без вести в начале войны. Он любил Матрёну и не бил её, как деревенские мужья своих жён. Но едва ли сама Матрёна любила его. Она должна была выйти замуж за старшего брата мужа — Фаддея. Однако тот ушёл на фронт в Первую мировую войну и пропал. Матрёна ждала его, но в конце концов по настоянию семьи Фаддея вышла замуж за младшего брата — Ефима. И вот внезапно вернулся Фаддей, бывший в венгерском плену. По его словам, он не зарубил топором Матрёну и её мужа только потому, что Ефим — брат ему. Фаддей так любил Матрёну, что новую невесту себе подыскал с тем же именем. «Вторая Матрёна» родила Фаддею шестерых детей, а вот у «первой Матрёны» все дети от Ефима (тоже шестеро) умирали, не прожив и трёх месяцев. Вся деревня решила, что Матрёна — «порченая», и она сама поверила в это. Тогда она взяла на воспитание дочку «второй Матрёны» — Киру, воспитывала её десять лет, пока та не вышла замуж и не уехала в посёлок Черусти.
Матрёна всю жизнь жила как бы не для себя. Она постоянно работала на кого-то: на колхоз, на соседей, выполняя при этом «мужицкую» работу, и никогда не просила за неё денег. В Матрёне есть огромная внутренняя сила. Например, она способна остановить на бегу несущуюся лошадь, которую не могут остановить мужчины. Постепенно рассказчик понимает, что Матрёна, отдающая себя другим без остатка, и «…есть … тот самый праведник, без которого … не стоит село. Ни город. Ни вся земля наша». Но едва ли его радует это открытие. Если Россия держится только на самоотверженных старухах, что же будет с ней дальше?
Отсюда — нелепо-трагическая гибель героини в финале рассказа. Матрёна погибает, помогая Фаддею с сыновьями перетаскивать через железную дорогу на санях часть собственной избы, завещанной Кире. Фаддей не пожелал дожидаться смерти Матрёны и решил забрать наследство для молодых при её жизни. Тем самым он невольно спровоцировал её гибель. Когда родственники хоронят Матрёну, они плачут, скорее, по обязанности, чем от души, и думают только об окончательном разделе Матрёниного имущества. Фаддей даже не приходит на поминки.

## Персонажи
- Игнатич — рассказчик.
- Матрёна Васильевна Григорьева — главная героиня, праведница
- Ефим Миронович Григорьев — муж Матрёны, пропал на войне.
- Фаддей Миронович Григорьев — старший брат Ефима (бывший возлюбленный Матрёны и глубоко любивший её)
- «Вторая Матрёна» — жена Фаддея
- Кира — дочь «второй» Матрёны и Фаддея, приёмная дочь Матрёны Григорьевой
- муж Киры, машинист
- сыновья Фаддея
- Маша — близкая подруга Матрёны
- 3 сестры Матрёны

## Прочие сведения
- Рассказ основан на подлинных событиях. Героиню рассказа в реальности звали Матрёной Васильевной Захаровой (1896—1957). События происходили в деревне Мильцево (в рассказе Тальново).
- В конце 2012 года дом Матрёны Васильевны, в котором предполагалось сделать музей, сгорел. Возможно, что причиной стал поджог[7]. 26 октября 2013 года в воссозданном после пожара доме был открыт музей[8]. Дом-музей установлен возле Мезиновской средней школы, где учительствовал Александр Солженицын.

## Издания
- Один день Ивана Денисовича; Матренин двор / А. Солженицын. — Paris: YMCA-press, 1973. — 161 с.
- Солженицын А. Матрёнин двор. — М.: Советский писатель, Новый мир, 1990. — 32 с. — («Печатный лист», вып. 1). — 500 000 экз. — ISBN 5-265-02187-6.
- Не стоит село без праведника: Раковый корпус; Рассказы / [Примеч. авт.]. — М.: Кн. палата, 1990. — 574 с.: портр. на обл. — (Попул. б-ка). — 150 000 экз. — ISBN 5-7000-0225-6.
- Избранная проза: Рассказы; Раковый корпус: Повесть / Худож. В. Чистяков. — М.: Совет. Россия, 1990. — 704 с. ISBN 5-268-00019-5. 100 000 экз.
- Избранные произведения / Худож. Ю. Селиверстов. — Пермь: Кн. изд‑во, 1991. — 704 с.: портр. — (Библиотека русской прозы. БРП). — ISBN 5-7625-0306-2. 100 000 экз.
- [Избранное / Сост. и вступ. очерк А. Архангельского; Примеч. авт.]. — М.: Мол. гвардия, 1991. — 350 с.: портр. на обл. — Прил.: Из кн. «Бодался теленок с дубом»: с. 335—346. — (Рус. писатели — лауреаты Нобелев. премии).
- Матрёнин двор. — Курган: Зауралье, 1996. — 480 с. — (Современная русская классика). — 50000 экз. — ISBN 5-87247-082-7.
- Один день Ивана Денисовича: Матрёнин двор / Александр Солженицын. — СПб.: Азбука, 1999. — 187, [4] с. — (Азбука-классика). — ISBN 5-7684-0706-5
- Один день Ивана Денисовича: Матренин двор; Случай на станции Кочетовка / Александр Солженицын. — М.: Прогресс-Плеяда, 2000. — 300, [3] с., [1] л. портр. — (Русская проза: Б-ка моих детей). — ISBN 5-93006-026-6 (3000 экз.)
- Рассказы / А. И. Солженицын. — М.: Изд-во АСТ, 2000. — 588, [2] с. — (Мировая классика). ISBN 5-17-000033-2
  - Рассказы / А. И. Солженицын. — М.: АСТ, 2002. — 588, [2] с. — (Мировая классика). ISBN 5-17-011137-1
  - Рассказы: [Сборник] / Александр Солженицын. — М.: АСТ, 2003. — 558, [2] с. ISBN 5-17-019823-X: 4000
  - Рассказы / Александр Солженицын. — М.: Изд-во АСТ, 2005. — 588, [2] с. — (Книга на все времена). ISBN 5-17-028624-4
  - Рассказы / А. Солженицын. — Москва: АСТ, 2007. — 588, [2] с. — (Мировая классика). ISBN 978-5-17-032158-2
  - Рассказы / А. Солженицын. — Москва: АСТ, 2007. — 588, [2] с. — (Книга на все времена). ISBN 978-5-17-028624-9
  - Рассказы (1958—1966) / Александр Солженицын. — Москва: АСТ: Астрель, cop. 2010. — 316, [2] с. — (Книга на все времена) (Русская классика). ISBN 978-5-17-068805-0
  - Рассказы: [12+] / Александр Исаевич Солженицын. — Москва: АСТ, 2015. — 381, [2] с. — (Русская классика). ISBN 978-5-17-087651-8
- Один день Ивана Денисовича: Матрёнин двор / Александр Солженицын. — М.: Изд-во РАГС, 2002. — 171, [1] с.: ил., портр. — (Внеклассное чтение). — ISBN 5-7729-0134-6
- Избранное: проза, литературная критика, публицистика / А. И. Солженицын; сост., ред., авт. примеч. Н. Д. Солженицына. — М.: Жизнь и мысль: Московские учебники, 2004. — 496 с. — (Библиотека МГПУ) — ISBN 5-8455-0059-1
- Один день Ивана Денисовича: рассказы 60-х гг. / Александр Солженицын. — Санкт-Петербург: Азбука, 2000. — 349, [2] с. — (Азбука-классика). ISBN 5-267-00170-8
  - Один день Ивана Денисовича: Рассказы 60-х гг. / Александр Солженицын. — СПб.: Азбука-классика, 2001. — 349, [2] с. — (Азбука-классика). ISBN 5-352-00160-1
  - Один день Ивана Денисовича: Рассказы 60-х годов / Александр Солженицын. — СПб.: Азбука-классика, 2003 (ГИПК Лениздат). — 349, [2] с. — (Азбука-классика). ISBN 5-267-00170-8
  - Один день Ивана Денисовича. Рассказы 60-х годов. — СПб.: Азбука, 2004. — 352 с. — (Серия: Азбука-классика (pocket-book)). — ISBN 5-352-00160-1 (10000 экз., доп. тираж 2005 ISBN 5-352-00160-1, 2006 ISBN 5-352-00160-1, 2006 ISBN 5-352-00516-X, 2007 ISBN 978-5-91181-296-6, 2008 ISBN 978-5-91181-296-6, 2009 ISBN 978-5-91181-296-6, 2010 ISBN 978-5-9985-0765-6, 2012 ISBN 978-5-389-02817-3, 2013 ISBN 978-5-389-02817-3, 2014 ISBN 978-5-389-02817-3, 2014 ISBN 978-5-389-07377-3-9, 2015 ISBN 978-5-389-02817-3 (3000 экз.), 2015 ISBN 978-5-389-07373-9, 2016 ISBN 978-5-389-02817-3 (10 000 экз.), 2017 ISBN 978-5-389-02817-3 (3000 экз.), 2017 ISBN 978-5-389-13719-6: 3000 экз.)
- Матрёнин двор: рассказы. — М.: ПРОЗАиК, 2010. — 272 с. — ISBN 978-5-91631-086-3000 экз.
  - Матрёнин двор: рассказы / Александр Солженицын. — М.: Прозаик, 2012. — 269, [2] с.: портр. — ISBN 978-5-91631-156-3
  - Матрёнин двор: рассказы / Александр Солженицын. — М.: ПрозаиК, 2013. — 269, [2] с.: портр. — ISBN 978-5-91631-195-2
- Матренин двор: Рассказы / [Предисл. Л. Сараскиной]; рис. В. Бритвина. — М.: Дет. лит., 2002. — 222 с.: ил., портр. — То же. 2003.
  - Матрёнин двор: рассказы: [для ст. шк. возраста] / А. И. Солженицын; рис. В. Бритвина. — М.: Дет. лит., [2005] 2006 (Тверь: Тверской полиграфкомбинат детской литературы). — 220, [2] с.: ил., портр. — (Школьная библиотека). — ISBN 5-08-004060-2
  - Матрёнин двор: рассказы / А. И. Солженицын; худож. В. Бритвин. — М.: Детская лит., 2007. — 220, [2] с.: ил., портр. — (Серия «Школьная библиотека»). — ISBN 978-5-08-004289-8
  - Матрёнин двор: рассказы / А. И. Солженицын; худож. В. Бритвин. — М.: Детская лит., 2010. — 220, [2] с.: портр. — (Школьная библиотека). — ISBN 978-5-08-004675-9
  - Матрёнин двор: рассказы / А. И. Солженицын; худож. В. Бритвин. — М.: Детская лит., 2014. — 220, [2] с.: ил., портр. — (Школьная библиотека). — ISBN 978-5-08-005192-0
  - Матрёнин двор: рассказы: [для детей старше 16-ти лет (16+)] / А. И. Солженицын; худож. В. Бритвин. — М.: Детская лит., 2016. — 220, [2] с.: ил., портр. — (Школьная библиотека). — ISBN 978-5-08-005482-2: 5000 экз.
  - Матрёнин двор: рассказы: [для старшего школьного возраста: 16+] / А. И. Солженицын; художник В. Бритвин. — М.: Детская литература, 2017. — 220, [2] с.: ил., портр. — (Школьная библиотека). — ISBN 978-5-08-005755-7: 5000 экз.
  - Матрёнин двор: рассказы: [для старшего школьного возраста: 16+] / А. И. Солженицын; художник В. Бритвин. — М.: Детская литература, 2018. — 220, [2] с.: ил., портр. — (Школьная библиотека). — ISBN 978-5-08-005868-4: 3000 экз.
  - Матрёнин двор: рассказы: [для старшего школьного возраста: 12+] / А. И. Солженицын; художник В. Бритвин. — М.: Детская литература, 2019. — 220, [2] с.: ил., портр. — (Школьная библиотека). — ISBN 978-5-08-006038-0: 5000 экз.
- Один день Ивана Денисовича; Матрёнин двор; Случай на станции Кочетовка: [рассказы] / Александр Солженицын. — М.: Время, 2018. — 297 с. — (Проверено временем). — ISBN 978-5-00-112173-2: 5000 экз.
- Один день Ивана Денисовича; Матрёнин двор: рассказы: [для детей старшего школьного возраста] / А. И. Солженицын; художник Н. Ю. Лаврухин. — Санкт-Петербург; Москва: Речь, 2019. — 221, [2] с.: ил. — (Вот как это было). — ISBN 978-5-9268-2994-2: 5000 экз.

## Спектакли
- «Матрёнин двор». Русский духовный театр «Глас» (Москва). Режиссёр (сценическая версия и постановка) В. Иванов. В ролях Е. Михайлова (Матрёна), А. Михайлов (Игнатьич). 11 и 24 мая, 20 июня 2007[9]
- Инсценировка рассказа осуществлена Театром имени Вахтангова (идея сценической редакции рассказа Александр Михайлов, сценическая редакция и постановка Владимира Иванова, премьера 13 апреля 2008 года)[10]. В ролях: Игнатич — Александр Михайлов, Матрёна — Елена Михайлова. Художник Максим Обрезков, а также к 95-летию на канале «Россия К» (2013)[11] и 100-летию писателя (2018)[12], в том числе в Кисловодской филармонии[13].
- Радиоспектакль «Matryona’s House» на BBC Radio (2008, 2009), читает Стивен Критчлоу[англ.][14].
- «Матрёнин двор». Екатеринбургский Православный театр «Лаборатория драматического искусства имени М. А. Чехова» — показ спектакля в январе 2010 года. Режиссёр Наталья Мильченко, Матрёна — Светлана Абашева[15]
- «Матрёнин двор». Народный театр Товарково. Премьера в Калужском ТЮЗ, 2015 год[16].
- 10 февраля 2018 года состоялась премьера спектакля по рассказу в Красноярском театре имени Пушкина[17]. Режиссёр Борис Плоских. В ролях: Игнатич — Дмитрий Корявин, Матрёна — Галина Саламатова.
- 2 марта 2018 года прошёл первый показ спектакля по мотивам рассказа во Владимирском областном театре кукол. Режиссёр Марина Протасова, художник Наталья Крутова, композитор Алексей Сидорцев. Роль Матрёны исполняет Марина Вахтанина[18].
- «Матрёнин двор» (житие праведницы в одном действии). Академический драматический театр имени В. Ф. Комиссаржевской (С.-Петербург), 2018 год[19].
- «Матрёнин двор». Новокузнецкий драматический театр (2018)[20].
- «Матрёнин двор». КДЦ Салехард (2018)[21].
- «Матрёнин двор» Театр драмы Республики Карелия «Творческая мастерская» (Петрозаводск; премьера 17 октября 2019). Матрёна — Людмила Баулина, Игнатьич — Валерий Баулин; художник спектакля — Наталья Кириллова; режиссёр — Александр Побережный-Береговский[22][23][24].